# Eublemma ochreola
Eublemma ochreola är en fjärilsart som beskrevs av Otto Staudinger 1899. Eublemma ochreola ingår i släktet Eublemma och familjen nattflyn. Inga underarter finns listade i Catalogue of Life.